# ジョージ・ボスコーエン (第3代ファルマス子爵)

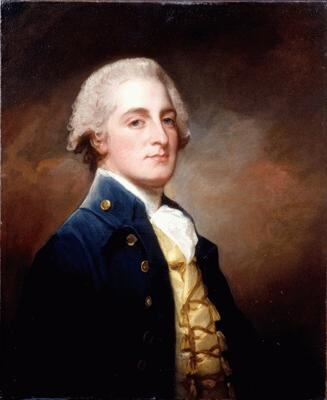
ジョージ・ロムニーによる肖像画、1784年。

第3代ファルマス子爵ジョージ・エヴリン・ボスコーエン（George Evelyn Boscawen, 3rd Viscount Falmouth PC、1758年5月6日 – 1808年2月11日）は、イギリスの貴族、政治家。北トレント巡回裁判官、恩給紳士隊隊長を務めた。

## 生涯
エドワード・ボスコーエン閣下と妻フランシス（ウィリアム・エヴリン・グランヴィルの娘）の三男として、1758年5月6日に海軍本部で生まれた。1761年1月10日、3歳にも満たないときに父を失った。さらに1769年4月21日に次兄を、1774年7月17日に長兄を失った。
1774年5月16日、エンサイン（歩兵少尉）としての辞令を購入して、第4歩兵連隊に配属された。1776年1月30日、第63歩兵連隊の中尉に昇進した。1777年11月4日、第5竜騎兵連隊の大尉に昇進した。1782年12月31日に軍務から引退した。1794年5月30日、コーンウォール・フェンシブル騎兵隊の指揮官に任命された。
1782年2月4日に伯父にあたる第2代ファルマス子爵ヒュー・ボスコーエンが死去すると、ファルマス子爵位を継承した。
政治では小ピットを支持し、1789年8月29日に北トレント巡回裁判官に任命された。1790年3月3日に枢密顧問官、5日に恩給紳士隊隊長に任命された。1790年10月までに北トレント巡回裁判官を退任、1806年2月12日までに恩給紳士隊隊長を退任した。
1808年2月11日にバースで死去、息子エドワードが爵位を継承した。

## 家族
1784年6月29日、エリザベス・アン・クルー（Elizabeth Anne Crewe、1764年10月2日 – 1793年8月10日、ジョン・クルーの娘）と結婚、2男3女をもうけた。
- エリザベス（1785年5月17日[11] – 1872年3月3日） - 1808年6月23日、アーサー・サマセット卿（英語版）（1816年4月18日没）と結婚[12]
- エドワード（1787年5月10日 – 1841年12月29日） - 第4代ファルマス子爵、初代ファルマス伯爵[1]
- フランシス（1794年2月4日没[11]）
- ジョン・エヴリン（1790年 – 1851年4月12日） - 1814年、キャロライン・エリザベス・アンズリー（Catherine Elizabeth Annesley、1859年7月30日没、アーサー・アンズリーの娘）と結婚、子供あり。第6代ファルマス子爵エヴリン・ボスコーエンの父[12]
- アン・エヴリン（1791年11月23日[11] – 1871年3月5日） - 1810年10月3日、第4代準男爵サー・ジョージ・ワレンダー（英語版）（1849年2月21日没）と結婚[12]